# Zbiczno (gmina)
Zbiczno – gmina wiejska w Polsce położona w województwie kujawsko-pomorskim, w powiecie brodnickim. W latach 1975–1998 gmina administracyjnie należała do województwa toruńskiego.
Siedziba gminy to Zbiczno.
Według danych z 31 grudnia 2014 gminę zamieszkiwało 4846 osób. Natomiast według danych z 31 grudnia 2017 roku gminę zamieszkiwało 4849 osób.

## Struktura powierzchni
Według danych z roku 2005 gmina Zbiczno ma obszar 132,9 km², w tym:
- użytki rolne: 41%
- użytki leśne: 41%

Gmina stanowi 12,79% powierzchni powiatu.

## Demografia

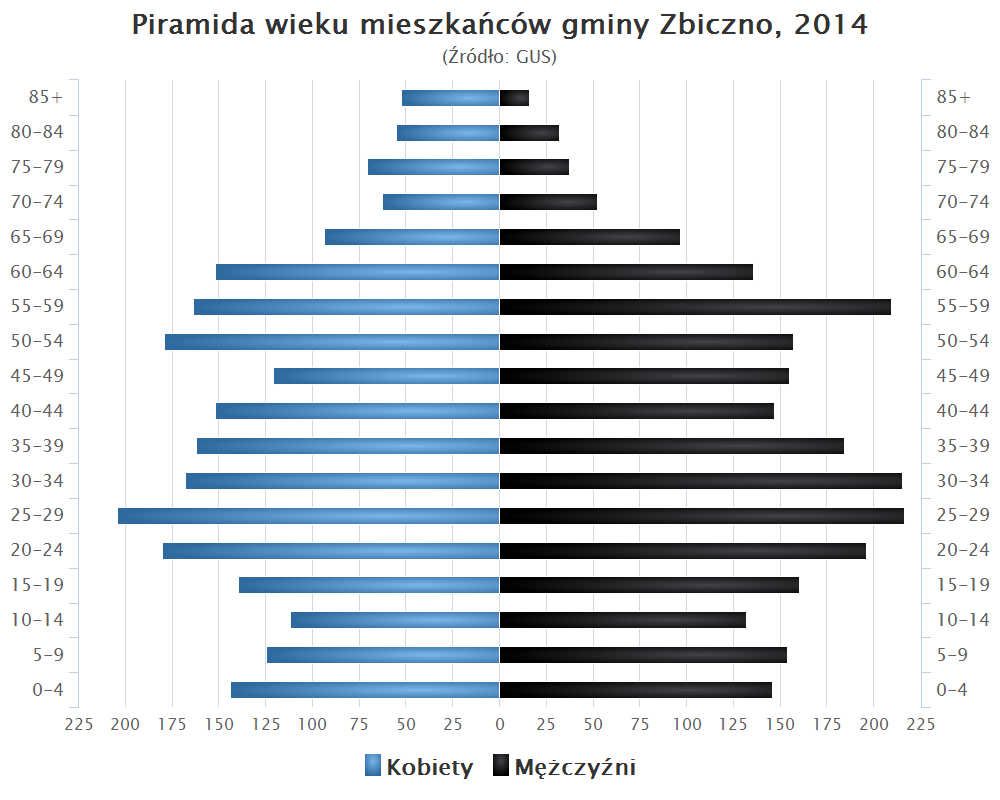
Piramida wieku mieszkańców gminy Zbiczno w 2014 roku

Dane z 30 czerwca 2004:
| Opis                              | Ogółem | Ogółem | Kobiety | Kobiety | Mężczyźni | Mężczyźni |
| --------------------------------- | ------ | ------ | ------- | ------- | --------- | --------- |
| jednostka                         | osób   | %      | osób    | %       | osób      | %         |
| populacja                         | 4501   | 100    | 2226    | 49,5    | 2275      | 50,5      |
| gęstość zaludnienia (mieszk./km²) | 33,9   | 33,9   | 16,7    | 16,7    | 17,1      | 17,1      |

## Ochrona przyrody
Na terenie gminy znajduje się 7 rezerwatów przyrody:
- Rezerwat przyrody Bachotek – torfowiskowy, chroni siedlisko kłoci wiechowatej
- Rezerwat przyrody Bagno Mostki – torfowiskowy, chroni siedlisko bażyny czarnej
- Rezerwat przyrody Mieliwo – florystyczny, chroni las mieszany z bukiem na granicy jego zasięgu
- Rezerwat przyrody Okonek – florystyczny, chroni torfowisko wysokie
- Rezerwat przyrody Retno – leśny, chroni zbiorowiska grądowe o cechach zespołów naturalnych
- Rezerwat przyrody Stręszek – torfowiskowy, chroni zespół roślinności torfowiskowo-bagiennej
- Rezerwat przyrody Rzeka Drwęca - rezerwat wodny, utworzony w celu zachowania środowiska bytowania ciekawych gatunków ryb, głównie łososiowatych

## Zabytki
Wykaz zarejestrowanych zabytków nieruchomych na terenie gminy:
- zespół kościelny parafii pod wezwaniem Niepokalanego poczęcia Najświętszej Maryi Panny w Pokrzydowie, obejmujący: kościół z lat 1864-66; cmentarz przykościelny drugiej połowy XIX w.; murowane ogrodzenie z 1866 roku, nr A/1002/1-3 z 12.05.2006 roku
- zespół dworski w Tomkach, obejmujący: dwór z drugiej połowy XIX w.; park z początku XIX w.; stodołę, (obecnie obora) z początku XIX w., nr A/1361/1-3
- kościół parafii pod wezwaniem św. Jakuba z 1330 roku w Żmijewie, nr A-135/58 z 07.02.1931 roku.

## Sołectwa
Brzezinki, Ciche, Czystebłota, Gaj-Grzmięca, Lipowiec, Najmowo, Pokrzydowo, Sumowo, Sumówko, Zastawie, Zbiczno, Żmijewko.

## Pozostałe miejscowości
Bachotek, Głowin, Godziszka, Grabiny, Grzmięca, Kaługa, Karaś, Koń, Ładnówko, Ławy Drwęczne, Mieliwo, Podbrodnica, Robotno, Robotno-Fitowo, Rosochy, Równica, Rytebłota, Sosno Szlacheckie, Staw, Strzemiuszczek, Szramowo, Tęgowiec, Tomki, Wysokie Brodno, Zarośle, Żmijewo.

## Sąsiednie gminy
Biskupiec, Bobrowo, Brodnica, Brodnica (miasto), Brzozie, Jabłonowo Pomorskie, Kurzętnik